# Campeonato de Australasia 1913
Lista de los campeones del Abierto de Australia de 1913:

## Individual masculino
Ernie Parker (AUS) d. Harry Parker (Nueva Zelanda),  2–6, 6–1, 6–3, 6–2

## Dobles masculino
Alf Hedeman/Ernie Parker (AUS)
| Predecesor: 1912                                       | Abierto de Australia 1913 | Sucesor: 1914                         |
| Predecesor: Campeonato nacional de Estados Unidos 1912 | Grand Slam 1913           | Sucesor: Campeonato de Wimbledon 1913 |

- Datos: Q2609954